# Planta nativa

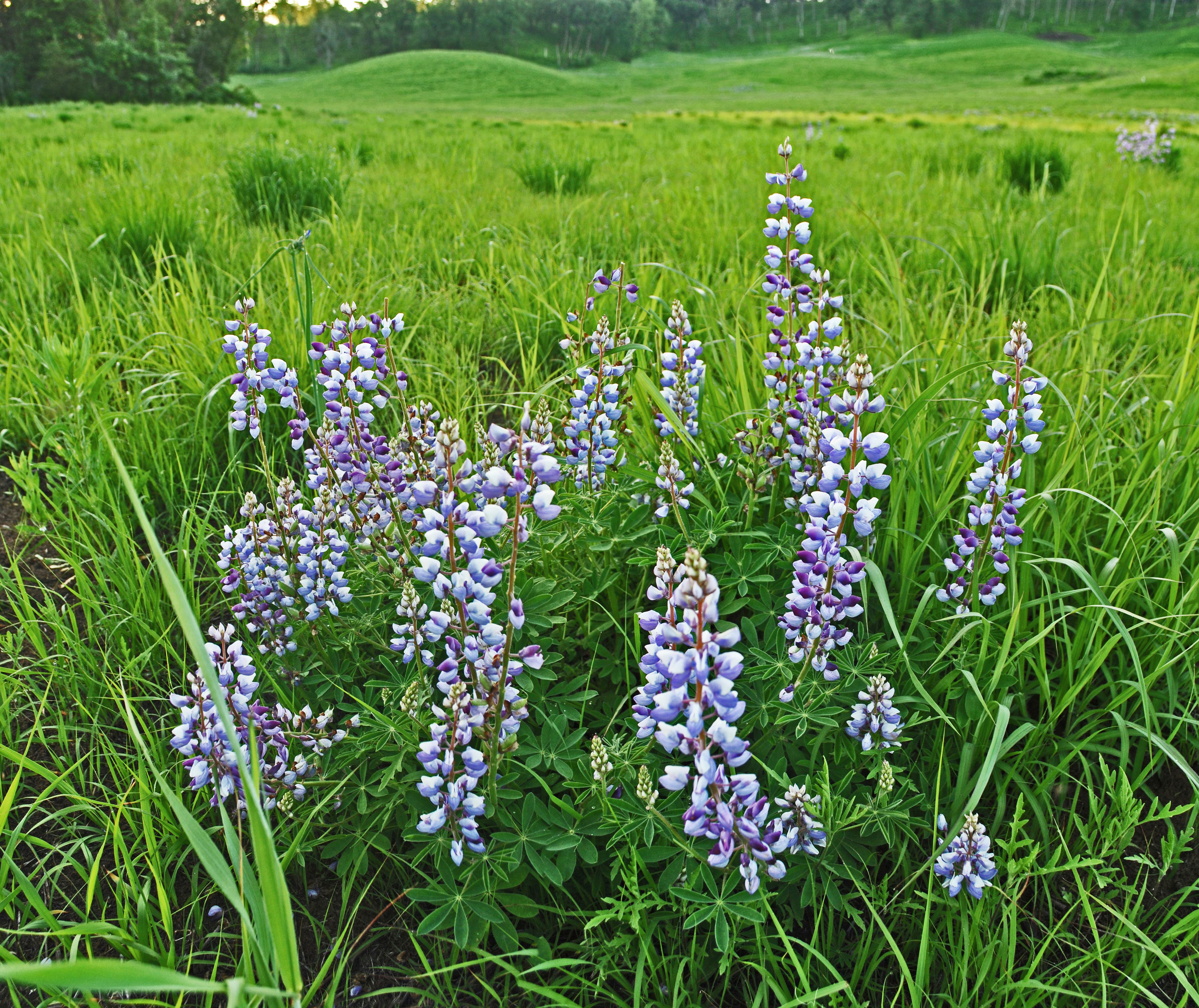
Llobí silvestre perenne (Lupinus perennis)

Planta nativa és un terme per a descriure les plantes endèmiques (indígenes) o naturalitzades d'una zona donada en el temps geològic.
Això inclou les plantes que s'han desenvolupat, es presenten de manera natural o existeixen des de fa molts anys en una zona. A Amèrica del Nord sovint es considera que una planta és nativa si ja hi era present abans de la colonització.
Algunes plantes natives s'han adaptat a ambients molt inusuals o a climes molt durs o a condicions dels sòls excepcionals. Encara que per això algunes plantes tenen un rang de distribució molt limitat (endemismes), altres poden viure en zones diverses o, per adaptació, a diferents ambients.
La recerca científica ha trobat que els insectes depenen de les plantes natives.

## Condicions ambientals
Un ecosistema consta d'interaccions de les plantes, animals i microorganismes amb les seves condicions del medi físic i climàtiques.
Les plantes natives formen una part de la comunitat ecològica.

## Plantes invasores i plantes natives
Per la intervenció humana sigui per l'agricultura o accidentalment es transporten moltes plantes algunes d'elles poden esdevenir espècies invasores que perjudiquin les comunitats de plantes natives, a més poden perjudicar l'agricultura i les infraestructures
.
La riquesa en diversitat de les espècies a tot el món existeix només perquè les bioregions estan separades per barreres, particularment els grans rius, mars, oceans muntanyes i deserts.
Els humans, els ocells migradors, els corrents oceànics, etc., poden introduir espècies que no ho haurien pogut fer d'altra manera. El moviment dels humans per tot el món s'està fent a una taxa sense precedents i el risc de danys per espècies invasores s'incrementa.

## Moviment per les plantes natives
Algunes persones proposen un moviment a favor de les plantes natives, com és l'as de Sara Stein, i organitzacions com per exemple, “Wild Ones”, “New England Wildflower Society”, and Lady Bird Johnson Wildflower Center també encoratgen els jardiners per mantenir pràctiques de jardineria favorables al medi ambient especialment en els espais públics. Identificar les comunitat de plantes proporciona una base per a la seva tasca